# Luzula somedana
Luzula somedana là một loài thực vật có hoa trong họ Juncaceae. Loài này được Fern-Carv. & Fern.Prieto mô tả khoa học đầu tiên năm 1983.